# La Ferté
La Ferté ist eine Gemeinde in Ostfrankreich. Sie gehört zur Region Bourgogne-Franche-Comté, zum Département Jura, zum Arrondissement Dole und zum Kanton Arbois.
Die Nachbargemeinden sind Ounans im Norden, Molamboz und Mathenay im Osten, Aumont im Süden sowie Vaudrey im Westen.
Fort 505 in La Ferté war das westlichste Fort der Maginotlinie. Diese endete dort. 

## Bevölkerungsentwicklung
| Jahr                       | 1962 | 1968 | 1975 | 1982 | 1990 | 1999 | 2008 | 2017 |
| -------------------------- | ---- | ---- | ---- | ---- | ---- | ---- | ---- | ---- |
| Einwohner                  | 174  | 188  | 167  | 185  | 181  | 191  | 189  | 198  |
| Quellen: Cassini und INSEE |      |      |      |      |      |      |      |      |